# Harry Jørgensen
Harry Jørgensen, né le 7 décembre 1945 à Haderslev, est un rameur d'aviron danois. 

## Carrière
Jorn Krab participe aux Jeux olympiques d'été de 1968 à Mexico et remporte la médaille de bronze en deux barré avec ses coéquipiers Jorn Krab et Preben Krab.